# Палатка (Флорида)
Па́латка (англ. Palatka) — город в округе Путнэм, штат Флорида, США. По данным на 1 июля 2004 года, население составляет 10 796 человек. Основан в 1821 году. Округ Путнэм также включает в себя Ист-Палатку. Палатка является в принципе микрополисом области. Город расположен на реке Сент-Джонс. Район хорошо известен своими местными фестивалями, в первую очередь Флорида Алазея и фестиваль Голубой краб.

## История
Этот район раньше был областью народности тимукуа, двух племён, которые существовали в районе Палатки под лидерством Сатуривы и Утины. Они занимались ловлей рыбы (бас, кефаль) и охотой на индеек, медведей и опоссумов. Другие выращивали бобы, кукурузу, дыни, тыквы и табак. Но инфекционные болезни, которые пришли вместе с приходом европейцев, а также войны опустошили племена, и они были истреблены к середине XVIII века. Последний человек был эвакуирован на Кубу в 1763 году, когда Испания уступила Флориду Великобритании после Семилетней войны.
В конце XVIII века, остатки Крик и других племён добрались до Флориды. В процессе этногенеза, было образовано племя семинолов. Они прозвали место Пило-Талкита, что означает «переход», или «коровье пересечение». Здесь река Сент-Джонс сужается и начинается мель, излучины вверх по течению до озёр Джордж и Монро.
В 1767 году Денис Ролле, английский филантроп и аристократ, построил Роллестаун на восточном берегу реки Сент-Джонс. Его 78 000 акров (320 км²) плантации представляли собой утопический с коммерческой и гуманитарной точки зрения эксперимент, для которого он вербовал будущих поселенцев на улицах Лондона (включая нищих, бродяг, карманников и «кающихся проституток»). Первые 200 связанных договором поселенцев прибыло, чтобы расчистить землю для сельского хозяйства и животноводства. Однако отсутствие у них привычки к любому тяжёлому труду или субтропический климат стали причиной того, что они быстро разбежались. После этого Ролле завёз рабов из Западной Африки, возложив на них выращивание кур, свиней, коз и овец, а также производство хлопка, индиго, цитрусовых и скипидара на экспорт в Англию.
Он построил особняк и распланировал деревню, но неприятности преследовали «идеальное общество». В 1770 году недовольный управляющий продал более 1000 голов крупного рогатого скота своего хозяина и скрылся с деньгами. Ролле нанял новых управляющих и купил ещё рабов, но его плантации не удалось преуспеть. Когда Испания возобновила свой контроль над Флоридой в 1783 году, Ролле забросил колонию и зафрахтовал корабль для перевозки домашнего имущества, скота и рабов на купленные им на Большой Эксуме (Багамские острова) 2000 акров (8,1 км²). Один из районов в восточной части Палатка до сих пор называют Роллестаун (Rollestown).
С изменениями суверенитета над Флоридой прошли многочисленные изменения собственности в Пило-Талкита, был заключён контракт на Пилатка. В 1774 году натуралист Уильям Бертрам отметил индейскую деревню на западном берегу, но от неё пришлось отказаться прежде, чем американцы европейского происхождения позже пришли к урегулированию. После США приобрели Флориду в 1821 году, Браш Неемия создал паром и купил 1200 акров (4,9 км²) тракта в 1826 году, а другой, такого же размера в следующем году. Была установлена точка распространения, где товары были отгружены компанией в Нью-Йорке на поставку иммигрантов на грант Арредондо, который лежал на западе.
Прибытие малоземельных американских переселенцев создало конфронтацию с проживавшими там семинолами. Когда правительство попыталось перенести племя к западу от Миссисипи, как часть плана переселения индейцев, начиная с 1833 года, началась Вторая семинольская война. Семинолы напали на Палатку и сожгли её в 1835 году. Признавая стратегическую важность района для управления рекой Сент-Джонс, главной артерии в Центральной Флориде, для армии США в 1838 году был создан Форт-Шеннон, названный в честь капитана Самуила Шеннона. Он включал гарнизон, склад снабжения и больницы. В 1842 году семинолы были изгнаны из области, и, следовательно, Форт Шеннон был оставлен армией в 1843 году. Поселенцы использовали военные причалы и здания, в том числе восемь блокпостов, чтобы развивать город. К 1847 году, он быстро растёт. В 1849 году, был создан округ Путнэм, с округом Пилатка. С помощью судьи Исаака Х. Бронсона, он был включён в качестве города 8 января 1853 года.
В 1850-е годы, Флорида в целом и Пилатка в частности приобрёл репутацию как приют для инвалидов с севера. Пароходы везли их по реке в большом количестве. Город стал курортом.
Наплыв туристов был прерван гражданской войной, когда канонерские лодки курсировали по водам и Пилатка была блокирована и почти безлюдна.
После войны туристы вернулись, чтобы посетить гостиницы и дом Путнэм, построенный Хаббардом Л. Хартом. Дом, в котором помещения для 250 гостей. Отрасли производства — лесозаготовки, разведение крупного рогатого скота и свиней, и апельсиновых рощ. 24 мая 1875 года город получил название Палатка.
К 1880-м годам, несколько конкурирующих дорог подошли к городу, который стал важным узлом. К ним относится Южная железная дорога, Джексонвилль, Тампа и Ки-Уэст железные дороги. 7 ноября 1884 года, Палатка пострадала от разрушительного пожара. Город потерял свои позиции, уступил расположенному на берегу Джексонвиллу. Центр Палатки выстроили из камня, чтобы было безопасней с точки зрения пожаров.
На сегодня важной отраслью остаётся туризм.

## География
Общая площадь города составляет 19,5 км² и имеет среднюю высоту 4,8 м над уровнем моря. Город расположен в южной части бассейна Нижней Сант-Джонс-Ривер.

## Климат
Палатка имеет влажный субтропический климат. Теплый и влажный климат района обусловлен прежде всего его близостью к Гольфстриму, который течет около восточного побережья Флориды. Есть два основных сезона, которые характеризуют область. Одним из них является горячим и дождливым, продолжающийся с июня до конца сентября. Другой это сухой сезон, с октября по май, приносит более умеренные температуры и с менее частыми осадками.
| Показатель                    | Янв.  | Фев. | Март  | Апр. | Май  | Июнь  | Июль  | Авг.  | Сен.  | Окт. | Нояб. | Дек. | Год    |
| ----------------------------- | ----- | ---- | ----- | ---- | ---- | ----- | ----- | ----- | ----- | ---- | ----- | ---- | ------ |
| Абсолютный максимум, °C       | 32,2  | 32,2 | 34,4  | 35,6 | 39,4 | 40,6  | 39,4  | 38,9  | 37,8  | 35,0 | 32,2  | 29,4 | 40,6   |
| Средний суточный максимум, °C | 20,0  | 21,7 | 24,4  | 27,2 | 35,6 | 32,2  | 33,3  | 32,8  | 31,7  | 28,3 | 24,4  | 21,1 | 27,7   |
| Средняя температура, °C       | 13,3  | 15,0 | 17,8  | 20,6 | 23,9 | 27,2  | 27,8  | 27,8  | 26,7  | 22,2 | 18,3  | 14,4 | 21,25  |
| Средний суточный минимум, °C  | 6,7   | 7,8  | 10,6  | 13,9 | 17,8 | 21,7  | 22,8  | 22,8  | 21,1  | 16,7 | 12,2  | 8,3  | 15,2   |
| Абсолютный минимум, °C        | −11,7 | −4,4 | −6,1  | 1,7  | 8,3  | 11,7  | 17,8  | 17,8  | 11,7  | 3,9  | −5    | −8,9 | −11,7  |
| Норма осадков, мм             | 89,7  | 87,9 | 100,1 | 63,2 | 72,9 | 148,1 | 163,3 | 183,1 | 144,0 | 75,4 | 76,7  | 73,9 | 1278,4 |
| Источник:                     |       |      |       |      |      |       |       |       |       |      |       |      |        |

## Сведения

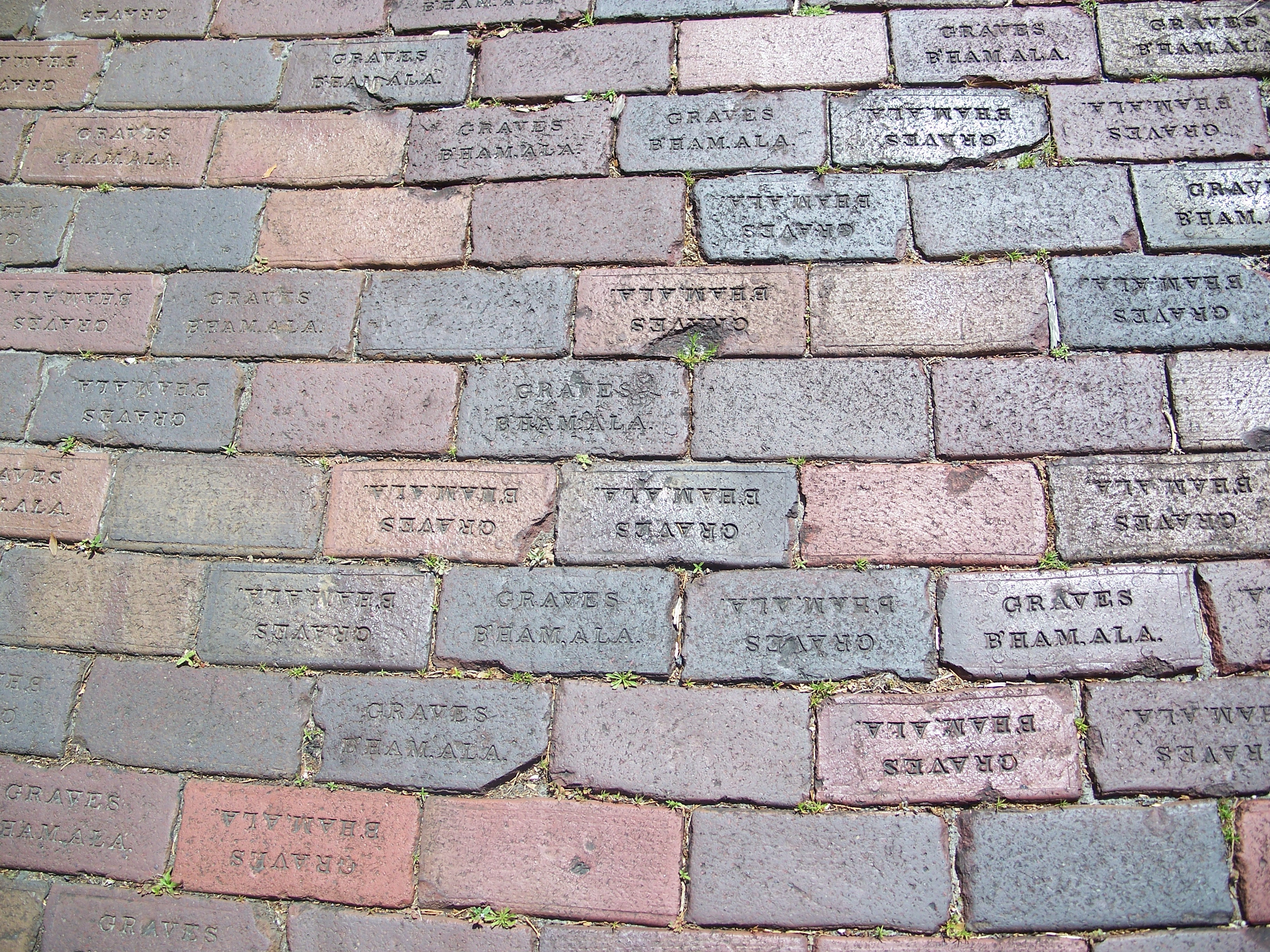
Брик-стрит в Историческом районе Северная Палатка

Как и во многих городах Соединенных Штатов, развитие произошло радиально от центра города за объединённую зону. В связи с исторической важностью Палатки, как юго-восточного порта, бо́льшая часть городского развития ориентирована на набережной. Восточные районы города, которые включают в себя центр города и исторические районы, характеризуются сеточной системой улице. Значительно количество оригинальных выложенных кирпичом дорог в этой области. Западные окрестности пригородных районов в основном характеризуются аморфной схемой дорог.
Город Палатка проводит активную реконструкцию своей набережной и центра города. Рост автомобилизации и неизбежный переход к большой застройке экономического типа, негативно сказывается на некогда процветающем областном центре. Как и многие другие американские города, центр Палатки пришлось перепроектировать, чтобы угодить с авто-ориентированному обществу.

### Архитектура

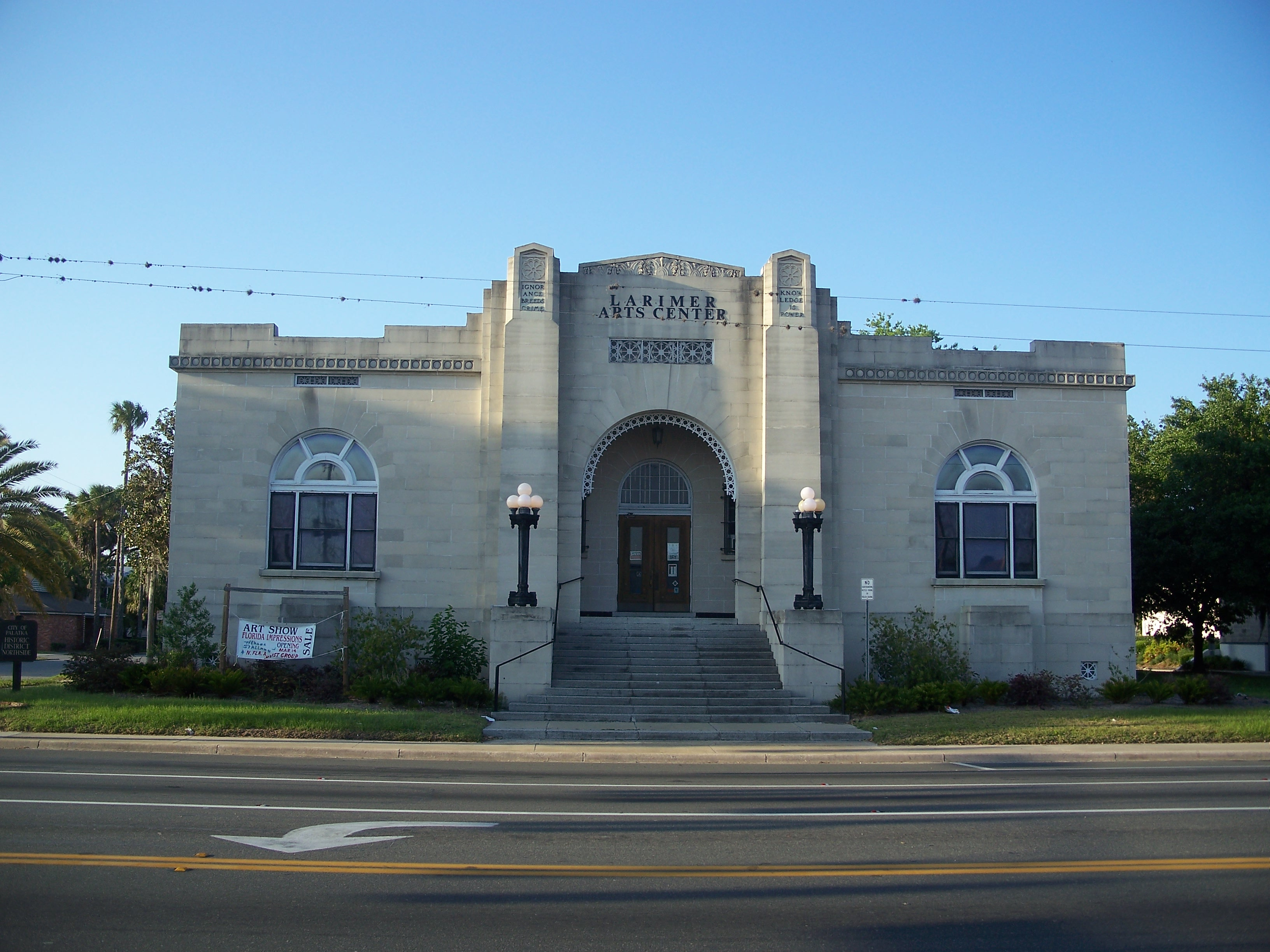
Мемориальная библиотека Лаример

В пределах города представлены разные архитектурные стили. Викторианский, колониальный Возрождения, ар-деко, Классического Возрождения, и школы Прейри все видные стили зданий находятся в исторических районах. Одно из самых известных зданий отель старой Джеймс на 300 Сент-Джонс-авеню. Отель был построен доктором Джорджом E Уэлчем, президентом ныне несуществующего Национального банка Путнэм. Архитектор Генри Джон Клухо в 1916 году, отметил, что это здание является ярким примером стиля школы Прейри. Клухо также спроектировал здание Мемориальной библиотеки Лаример, названной в честь жены Джеймса Росса Меллона, старшим сыном судьи Томаса Меллона. Библиотека является слиянием школы Прейри и стиля ар-деко. Сегодня здание является домом для Художественного совета Большой Палатки и домом местной галереи искусства. Лаример был добавлен США в Национальный реестр исторических мест в 2008 году.
Несмотря на отсутствие заметных архитектурных стилей в новых областях, заметные технология постройки здания были использованы в строительстве Центра чтения 23 000 квадратных футов. Монолитный купол структуры короны объекта и придаёт ему особый стиль.

## Демография
По данным переписи 2004 года в районе насчитывалось 10796 человек, 3880 семей, в самом городе проживает 2421 семей. Средняя плотность населения составляла 1 442,1 человека на квадратную милю (556,6/км ²). По расовому составу население города имело 48,93 % белых, 48,43 % афроамериканцев, 0,16 % коренных американцев, 0,44 % азиатов, 0,01 % жителей тихоокеанских островов, 1,04 % других рас, и 1,00 % метисов. Испано- и латиноамериканцы составляли 2,83 % населения.
На территории города 3880 семей, из которых 31,5 % имеют детей в возрасте до 18 лет, проживающих с ними, 34,0 % были женатыми парами, 24,9 % из них, женщины проживающие без мужей, 37,6 % другие типы семей. 32,7 % всех домохозяйств состоят из отдельных лиц, 16,5 % из них, кто одинокие люди в возрасте 65 лет и старше. Средний размер домохозяйства 2,42, а средний размер семьи 3,10.
Распределение населения по возрастным группам: 28,6 % в возрасте до 18 лет, 10,1 % от 18 до 24 лет, 24,6 % с 25 до 44 лет, 19,0 % от 45 до 64, и 17,7 % — 65 лет и старше. Средний возраст составил 34 года. На каждые 100 женщин приходится 81,9 мужчин. На каждые 100 женщин возрастом 18 лет и старше насчитывалось 75,8 мужчин.
Средний доход на домашних хозяйств в городе составил $ 18 129, а средний доход на семью составляет $ 26 076. Мужчины имеют средний доход от $ 27 716 против $ 19 187 у женщин. Доход на душу населения в городе составил $ 11 351. Около 27,9 % семей и 33,1 % населения были за чертой бедности, в том числе 41,0 % из них, моложе 18 лет и 19,6 % в возрасте 65 лет и старше.

## Администрация

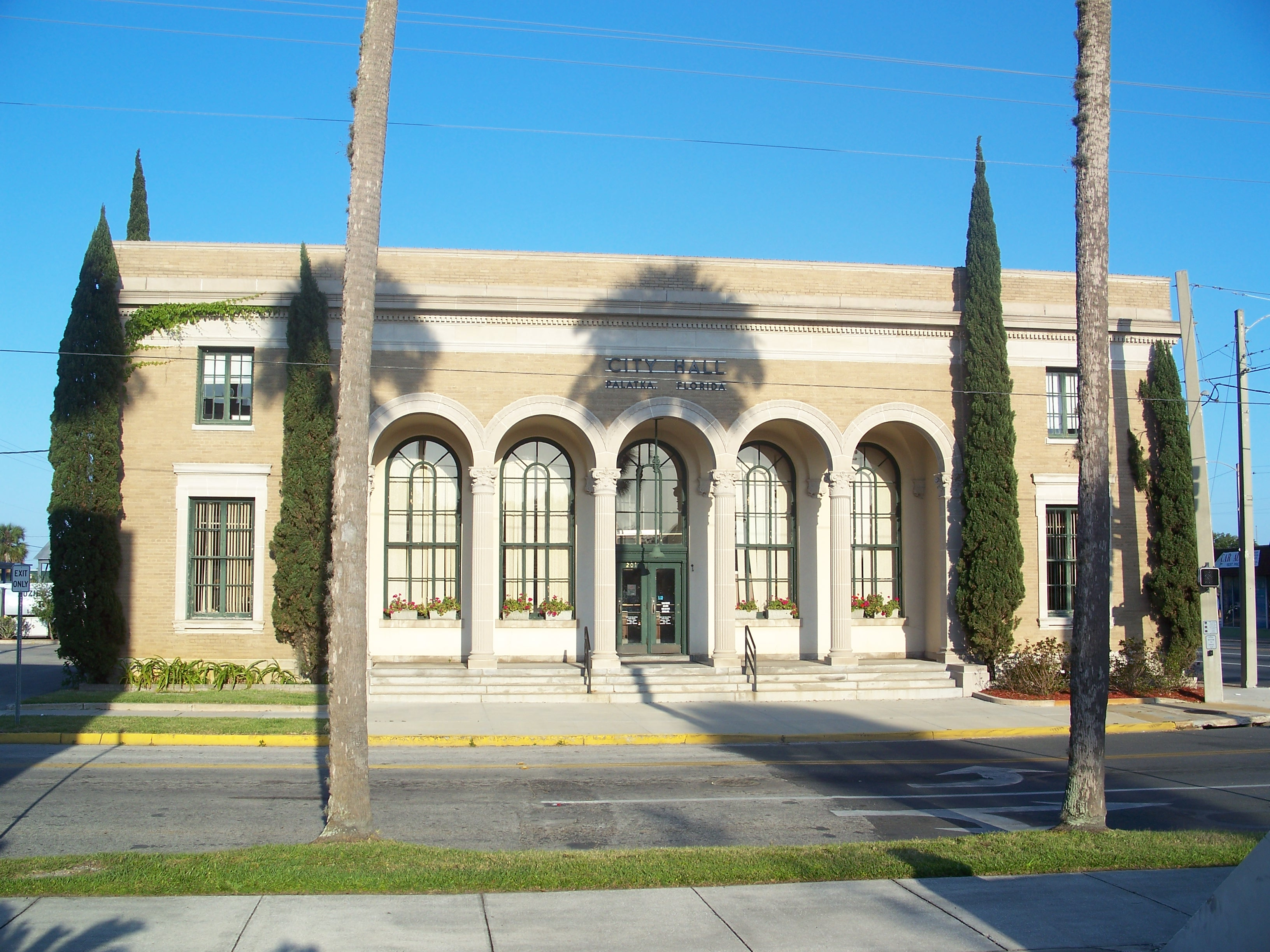
Мэрия

Палатка использует форму комиссии-менеджер муниципального управления, со отсутствием всех государственных полномочий, законодательный орган называется комиссией. Комиссия Палатки состоит из пяти избранных уполномоченных, один из которых является мэром города, а другой является вице-мэром. Мэр и вице-мэр служат два года. Четыре члена комиссаров служат — год. Офисы беспартийные; ни один кандидат не имеет право объявить о своей партийной принадлежности. Роль комиссии: провести постановления и резолюции, принимать правила, и назначать должностных лиц города, включая городскую администрацию. Хотя мэр выступает в качестве председателя комиссии городской администрации, он является главой администрации муниципального правительства, и несет ответственность за управление всеми ведомствами. Городская комиссия проводит свои регулярные заседания два раза в неделю.

## Инфраструктура

### Здравоохранение
Местные медицинские услуги предоставляются в медицинском центре округа Путнэм. В медицинских и хирургических отделениях имеется 140 коек, 24-часовое отделение неотложной помощи, интенсивной терапии, блок квалифицированных медсестёр, прогрессивной терапии, центр планирования семьи. Другие услуги включают в себя диагностическое отделение и объекты амбулаторной реабилитации. Расположенный в Палатке, центр медицинских услуг один на весь Округ Путнэм. Клиника была основана в 1959 году и в настоящее время является дочерней компанией Лайф-Пойнт Инкорпорайтед. Местный отдел здравоохранения находится на 2801-Кеннеди-стрит в Палатке.

### Образование
Главным центром высшего образования в городе Сент-Джонс — Речной государственный колледж. В 1958 году институт открыл свои двери в Палатке для 191 студента. Сегодня школа служит Путнэму, Клай, и Сент-Джонсу уездах и увеличилась приблизительно до 10 000 студентов. Начальное и среднее образование осуществляется Государственными школами округа Путнэм, официально известного как Школьный округ Путнам Каунти (PCSD). По итогам 2007 года по номерам регистрации, район является домом для 12 101 студента. Палатка имеет одну традиционную общественную школу. Высшая школа Палатки была образована в 1977 году после слияния Палаткинской Центральной средней школы и Южной средней школы Палатки. Окружная Путнэмская система библиотек служит округу Путнэм, Флориды и стоит на пятом месте в штате.

### Транспорт

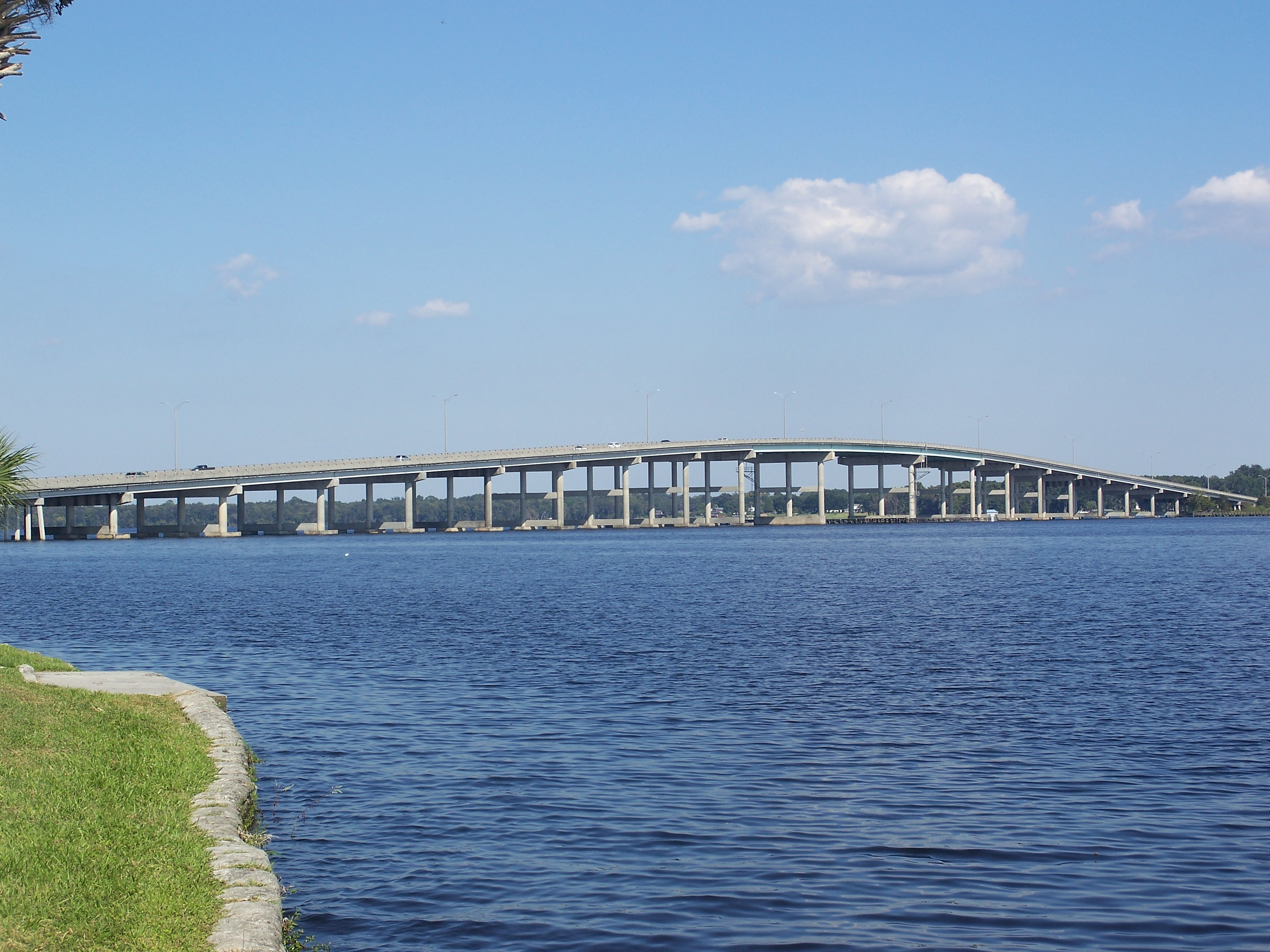
Мемориальный мост

Транспорт играет ключевую роль в развитии Палатки со дня её основания. Пароходы были основной движущей силой экономического прогресса в городах ранних лет. Хотя река уже не основное средство перевозки пассажиров, однако по-прежнему имеют стратегическое значение для движения товаров и услуг. Сегодня, аэропорты, железные дороги и автодороги составляют основу инфраструктуры пассажирских перевозок. Собственно, транспортная инфраструктури Палатки по-прежнему важна, так как город расположен между крупными населёнными центрами в Джексонвилле, имеется большое учебное заведение в Гейнсвилле, и туристические центры в Санкт-Августин и Орландо.

## Экономика
Доля жителей в возрасте 16 лет и старше: 53,3 %. 45,6 % были заняты на производстве и 7,6 % являлись безработными. По сравнению со средними показателями Флориды, Палатка имеет более высокий процент безработицы. Безработица в государстве составляет 4,6 % от имеющихся трудовых ресурсов. Скорость роста безработицы во Флориде по данным Бюро статистики труда, опубликованные в США, составляет 12,0 %. Область Палатки граничит со всех сторон пятью отдельными микрополисами. Из этих статистических районов, Делтон-Дейтона-Бич-Ормонд-Бич, Гейнсвилл, и Джексонвилл имели более хорошую статистику безработицы, чем Палатка. В настоящее время уровень безработицы в области микрополиса Палатка по статистике составляет 13,8 %. Гейнсвилл показал наиболее благоприятные условия с уровнем безработицы в 8,7 %. По статистике для Палм-Коаста и Окалы как было указано уровень безработицы выше, чем у Палатки . На региональном уровне, число занятости Палм-Коаст были наиболее низким, спальный район имеет в настоящее время уровень безработицы 16,6 %.
Структура экономики области Палатка является отличной от структуры экономики Флориды в целом. В отличие от многих городов в Солнечном штате, Палатка имеет большой производственный сектор использующий 17,2 % от общего числа гражданской рабочей силы города. Для сравнения: статистика Флориды указывает, что только 5,9 % всей рабочей силы работает на производственный сектор. «Джорджия-Пасифик» является крупнейшим частным работодателем в городе. На Фирмах принадлежащих Коху работает 1470 людей на производстве пульпы, бумаги и производства фанеры. PDM Бридж — другая крупная компания по производству в Палатке. Их объекты расположены в Барж-порт на реке Сент-Джонс. Eau Claire, штат Висконсин является строителем мостов и использует реку для транспортировки своей готовой продукции. PDM Бридж занимается изготовлением структуры моста Вудро Вильсона. Мост является частью капитала Кольцевой дороги и соединяет Вашингтон, округ Колумбия, и Александрии, (штат Вирджиния).

## Города-побратимы
- Палатка (Магаданская область)[29]